# Trojno
Trojno je naselje v Občini Laško.